# Gnidia albosericea
Gnidia albosericea är en tibastväxtart som beskrevs av M. Moss och B. Peterson. Gnidia albosericea ingår i släktet Gnidia och familjen tibastväxter. Inga underarter finns listade i Catalogue of Life.